# باول ستيفان
باول ستيفان (بالألمانية: Paul Stefan)‏ (و. 1879 – 1943 م) هو مؤرخ، وعالم موسيقى، ومؤرخ موسيقى، وكاتب، وناقد موسيقي نمساوي، ولد في برنو، توفي في نيويورك، عن عمر يناهز 64 عاماً.